# Rhagonycha flavotibialis
Rhagonycha flavotibialis es una especie de coleóptero de la familia Cantharidae.

## Distribución geográfica
Habita en Rusia.